# Epichorista emphanes
Epichorista emphanes es una especie de polilla del género Epichorista, categorizada en la tribu Archipini, de la subfamilia Tortricinae.

## Distribución
Se distribuye por Oceanía: en Nueva Zelanda, en Mt Peel, Nelson.

## Taxonomía
Fue descrita por Edward Meyrick en 1902.
Tratamiento taxonómico
La especie aparece registrada y publicada en Transactions of the Entomological Society of London 1901: 571.